# 山田敦士
山田 敦士（やまだ あつし）は、日本のカメラマン。熊本県熊本市出身。富士フォトサロン新人賞受賞時の表記は山田アツシ。
東京写真学園卒業。1995年オーストラリアに渡り、路上の人々を撮り始める。帰国後、月刊誌創刊に参加。上京後、広告代理店勤務を経てフリーランスへ。

## 受賞歴
- 2006年、富士フォトサロン新人賞 受賞